# سالواتوره کونتورنو
سالواتوره کونتورنو (متولد ۲۸ مه ۱۹۴۶)، معروف به «توتوچیو»، یکی از اعضای سابق مافیای سیسیل بود که در اکتبر ۱۹۸۴ با الهام از تومازو بوسکتا، به یک همکار عدالت (پنتیتو) علیه کوزا نوسترا تبدیل شد. او جزئیات دقیقی از نحوه عملکرد درونی مافیای سیسیل فاش کرد.  
شهادت‌های او نقشی کلیدی در دو محاکمه مهم داشت:  
- محاکمه مَکسی (Maxi Trial) علیه مافیای سیسیل در پالرمو  
- محاکمه اتصال پیتزا (Pizza Connection Trial) در نیویورک سیتی در دهه ۱۹۸۰   
کونتورنو پس از همکاری با مقامات قضایی، به بخشی از برنامه حفاظت از شاهدان پیوست و اطلاعات حیاتی برای افشای شبکه مافیا ارائه داد.  